# هوراشیو گریناف
هوراشیو گریناف (به انگلیسی: Horatio Greenough)؛ (زادۀ ۶ سپتامبر ۱۸۰۵ میلادی – درگذشتۀ ۱۸ دسامبر ۱۸۵۲ میلادی) معمار، مجسمه‌ساز و معمار منظر اهل ایالات متحده آمریکا بود.